# John Satterthwaite
John Steven Satterthwaite (ur. 11 sierpnia 1928 w Sydney, zm. 23 kwietnia 2016 w Port Macquarie) – australijski duchowny rzymskokatolicki, w latach 1971-2001 biskup diecezjalny Lismore. 

## Życiorys
Święcenia kapłańskie przyjął 16 marca 1957 roku. Udzielił mu ich Luigi Traglia, biskup pomocniczy Rzymu, późniejszy kardynał. Następnie został inkardynowany do diecezji Armidale. 6 marca 1969 papież Paweł VI mianował go biskupem koadiutorem Lismore ze stolicą tytularną Thignica. Sakry udzielił mu 1 maja 1969 kardynał Norman Thomas Gilroy, ówczesny arcybiskup metropolita Sydney. 1 września 1971 został biskupem diecezjalnym Lismore. Zrezygnował z tego stanowiska 1 grudnia 2001. Od tego czasu pozostawał biskupem seniorem diecezji. 